# بیشینه گرمایی ائوسن ۲
بیشینه گرمایی ائوسن ۲ (انگلیسی: Eocene Thermal Maximum 2) که به اختصار ETM-2 نامیده می‌شود، یک رویداد گذار تغییرات اقلیمی است که حدود ۵۳٫۷ میلیون سال پیش رخ داده‌است. به نظر می‌رسد این رویداد، دومین رویداد بیش‌گرمایی بوده که روند گرمایش بلندمدت از اواخر پالئوسن تا اوایل ائوسن (۵۸ تا ۵۰ میلیون سال پیش) را نشان می‌دهد.
رویدادهای بیش‌گرمایی (hyperthermal) از دید زمین‌شناختی به فاصله‌های زمانی کوتاه‌مدت (کمتر از ۲۰۰٬۰۰۰ سال) تغییرات اقلیمی و ورودی مقادیر عظیم کربن گفته می‌شود. بیشینه گرمایی پالئوسن-ائوسن (PETM یا ETM-1) شدیدترین نمونه رویدادهای بیش‌گرمایی است که بیشتر مطالعات بر روی آن انجام شده‌است. بیشینه گرمایی پالئوسن-ائوسن حدود ۱٫۸ میلیون سال پیش از بیشینه گرمایی ائوسن ۲ و حدود ۵۵٫۵ میلیون سال پیش روی داده‌است. دیگر رویدادهای بیش‌گرمایی که به احتمال زیاد پس از ETM-2 رخ داده‌اند، به صورت اسمی عبارتند از: ۵۳٫۶ میلیون سال پیش (H-2)، ۵۳٫۳ میلیون سال پیش (I-1)، ۵۳٫۲ میلیون سال پیش (I-2) و ۵۲٫۸ میلیون سال پیش (به‌صورت غیررسمی K ,X یا ETM-3 نامیده می‌شود). تعداد، نام‌گذاری، سن مطلق و تأثیر جهانی نسبی رویدادهای بیش‌گرمایی ائوسن، منبع بسیاری از پژوهش‌های کنونی هستند. در هر مورد، به نظر می‌رسد رویدادهای بیش‌گرمایی در وضعیت بهینه اقلیمی اوایل ائوسن آغاز شده‌است که گرم‌ترین بازه زمانی پایدار در دوران نوزیستی به‌شمار می‌رود. همچنین رویدادهای بیش‌گرمایی قطعاً پیش از رویداد آزولا در ۴۹ میلیون سال پیش روی داده‌اند.